# Акрисур Арена
«Акрисур Арена» (англ. Acrisure Arena) — многоцелевая крытая арена в некорпоративном сообществе Таузанд-Палмс в округе Риверсайд, штат Калифорния. Арена была открыта в декабре 2022 года на участке в долине Коачелла недалеко от города Палм-Дезерт, между шоссе 10 и полем для гольфа «Классик Клаб». Это домашняя арена команды Американской хоккейной лиги «Коачелла Вэлли Файрбёрдс», а также основное место проведения мероприятий в районе Большого Палм-Спрингс. Название арены принадлежит одноимённой финансово-технологической и страховой компании Acrisure's, которая приобрела права на название за нераскрытую сумму в виде 10-летней аренды.